# Tapeinosperma storezii
Tapeinosperma storezii är en viveväxtart som beskrevs av Maurice Schmid. Tapeinosperma storezii ingår i släktet Tapeinosperma och familjen viveväxter. Inga underarter finns listade i Catalogue of Life.